# Campeonato Acriano de Futebol de 2017
O Campeonato Acreano de Futebol de 2017 foi a 90.ª edição da principal divisão do futebol acreano e a 72.ª organizada pela Federação de Futebol do Estado do Acre (FFAC). Teve o Atlético Acreano como campeão e o Rio Branco-AC como o vice-campeão. O Alto Acre foi rebaixado para a Segunda Divisão da temporada seguinte. Marcelo Brás, do Plácido de Castro, foi o maior goleador do torneio, com 11 gols.

## Regulamento
A competição deu ao campeão vagas para a Copa do Brasil 2018, para a Copa Verde de 2018 e para a Série D de 2018.
O Campeonato Acriano de Futebol Profissional de 2017 foi disputado pelas Associações relacionadas no Artigo 1º do presente regulamento, em duas fases, a saber:
- a) 1ª Fase – Classificatória
- b) 2ª Fase – Hexagonal
- c) 3ª Fase – Final

Primeira Fase – Classificatória – Nessa fase, as associações jogarak em jogos de ida, classificando-se o campeão para a final. Para a segunda fase classificam-se os seis primeiros para o Hexagonal (segunda fase). As associações classificadas, em número de pontos ganhos, em primeiro ao sexto lugares respectivamente e o último foi o rebaixado para a Segunda Divisão de 2018.
Segunda Fase – Hexagonal – Nessa Fase, as associações jogaram em jogos de ida e volta, classificando-se o campeão para a final decidir o título estadual contra o campeão da Primeira Fase, caso a mesma equipe conquiste as duas fases será declarada campeã estadual 2017.
Terceira Fase – Final – Nessa Fase as duas equipes campeãs da primeira e segunda fase decidem o título em dois jogos.

### Critério de desempate
Os critério de desempate foram aplicados na seguinte ordem:
1. Maior número de vitórias
2. Maior saldo de gols
3. Maior número de gols pró (marcados)
4. Maior número de gols contra (sofridos)
5. Confronto direto
6. Sorteio

## Primeira Fase
Atualizado em 3 de janeiro de 2017.

### Classificação
Desempenho por rodada
- Clubes que lideraram o campeonato ao final de cada rodada:

| Líder da Primeira Fase | Líder da Primeira Fase | Líder da Primeira Fase | Líder da Primeira Fase | Líder da Primeira Fase | Líder da Primeira Fase | Líder da Primeira Fase |
| ---------------------- | ---------------------- | ---------------------- | ---------------------- | ---------------------- | ---------------------- | ---------------------- |
| 1                      | 2                      | 3                      | 4                      | 5                      | 6                      | 7                      |
| RBR                    | RBR                    | AAC                    | AAC                    | AAC                    | AAC                    | RBR                    |

- Clubes que ficaram na última posição do campeonato ao final de cada rodada:

| Lanterna da Primeira Fase | Lanterna da Primeira Fase | Lanterna da Primeira Fase | Lanterna da Primeira Fase | Lanterna da Primeira Fase | Lanterna da Primeira Fase | Lanterna da Primeira Fase |
| ------------------------- | ------------------------- | ------------------------- | ------------------------- | ------------------------- | ------------------------- | ------------------------- |
| 1                         | 2                         | 3                         | 4                         | 5                         | 6                         | 7                         |
| AND                       | AND                       | AND                       | ALT                       | ALT                       | ALT                       | ALT                       |

## Hexagonal
Desempenho por rodada
- Clubes que lideraram o campeonato ao final de cada rodada:

| Líder do Hexagonal | Líder do Hexagonal | Líder do Hexagonal | Líder do Hexagonal | Líder do Hexagonal |
| ------------------ | ------------------ | ------------------ | ------------------ | ------------------ |
| 1                  | 2                  | 3                  | 4                  | 5                  |
| RBR                | RBR                | RBR                | AAC                | AAC                |

- Clubes que ficaram na última posição do campeonato ao final de cada rodada:

| Lanterna do Hexagonal | Lanterna do Hexagonal | Lanterna do Hexagonal | Lanterna do Hexagonal | Lanterna do Hexagonal |
| --------------------- | --------------------- | --------------------- | --------------------- | --------------------- |
| 1                     | 2                     | 3                     | 4                     | 5                     |
| ADV                   |                       |                       |                       |                       |

## Final
Ida
| Sábado, 6 de maio | Rio Branco-AC | 1 – 0 | Atlético Acreano | Arena da Floresta, Rio Branco |
| 17:00             | Romário 90+2' |       |                  |                               |

| Rio Branco | Atlético-AC |

Volta
| Sábado, 13 de maio | Atlético Acreano                       | 3 – 1 | Rio Branco-AC    | Arena da Floresta, Rio Branco |
| 17:00              | Aílton 56' · Eduardo 81' · Alfredo 84' |       | 38' Gustavo Xuxa |                               |

| Atlético-AC | Rio Branco |

## Premiação
| Campeonato Acriano de 2017                        |
| Rio Branco                                        |
| ------------------------------------------------- |
| Atlético Acreano (Rio Branco) Campeão (8º título) |

## Classificação Final
- Plácido de Castro não conquistou vagas diretamente, mas por ter ficado na 3ª colocação geral, será um dos representantes do Acre na Série D de 2018, já que o Atlético Acreano, detentor inicial da vaga, conquistou acesso para a Série C de 2018.[7]

## Seleção do Campeonato Acriano 2017
A Associação dos Cronistas Esportivos do Acre (Acea), divulgou neste domingo (28), a lista dos melhores jogadores do Campeonato Acreano 2017. O bicampeão Atlético-AC liderou o número de indicados com sete atletas: 
- Babau (goleiro)
- Januário (lateral direito)
- Diego e Pé de Ferro (zagueiros)
- Leandro e Joel (volantes)
- Careca (meia)

O Rio Branco, vice-campeão, teve dois jogadores indicados na seleção:
- Gustavo Xuxa (meia-atacante)
- Araújo Jordão (atacante)

Galvez, com
- Tiaguinho (lateral-esquerdo)

Plácido de Castro, com
- Marcelo Brás.

O Galo Carijó teve ainda o meia Careca escolhido como o Craque do Campeonato. O Rio Branco teve a revelação do estadual, o meia Matheus Morais. 